# La Seu d’Urgell
La Seu d’Urgell (wym. [ɫəˌsɛwdurˈdʒɛʎ]; hiszp. Seo de Urgel) – miasto u stóp Pirenejów (dawniej Urgell lub Ciutat d’Urgell) i gmina w Hiszpanii,  w Katalonii, w prowincji Lleida, w comarce Alt Urgell.
Powierzchnia gminy wynosi 15,44 km². Zgodnie z danymi INE, w 2005 roku liczba ludności wynosiła 12317, a gęstość zaludnienia 797,73 osoby/km². Wysokość bezwzględna gminy równa jest 691 metrów. Współrzędne geograficzne La Seu d’Urgell to 42°21'N 1°27'E.
W gminie znajduje się katedra romańska z XII wieku. Każdy kolejny biskup tutejszej diecezji jest, wraz z każdym kolejnym prezydentem Francji, współksięciem księstwa Andory.
Podczas igrzysk olimpijskich w 1992 roku w Parku Olimpijskim Segre odbyły się zawody w kajakarstwie.

## Dynamika populacji
- 1991 – 10374
- 1996 – 10711
- 2001 – 10887
- 2004 – 11921
- 2005 – 12317

## Miejscowości
W skład gminy La Seu d’Urgell wchodzi siedem miejscowości, w tym miejscowość gminna o tej samej nazwie:
- Castellciutat – liczba ludności: 451
- El Poble-sec – 116
- Sant Antoni – 159
- Sant Pere – 55
- Santa Magdalena – 295
- Serrat de la Capella – 85
- La Seu d'Urgell – 11157